# 산

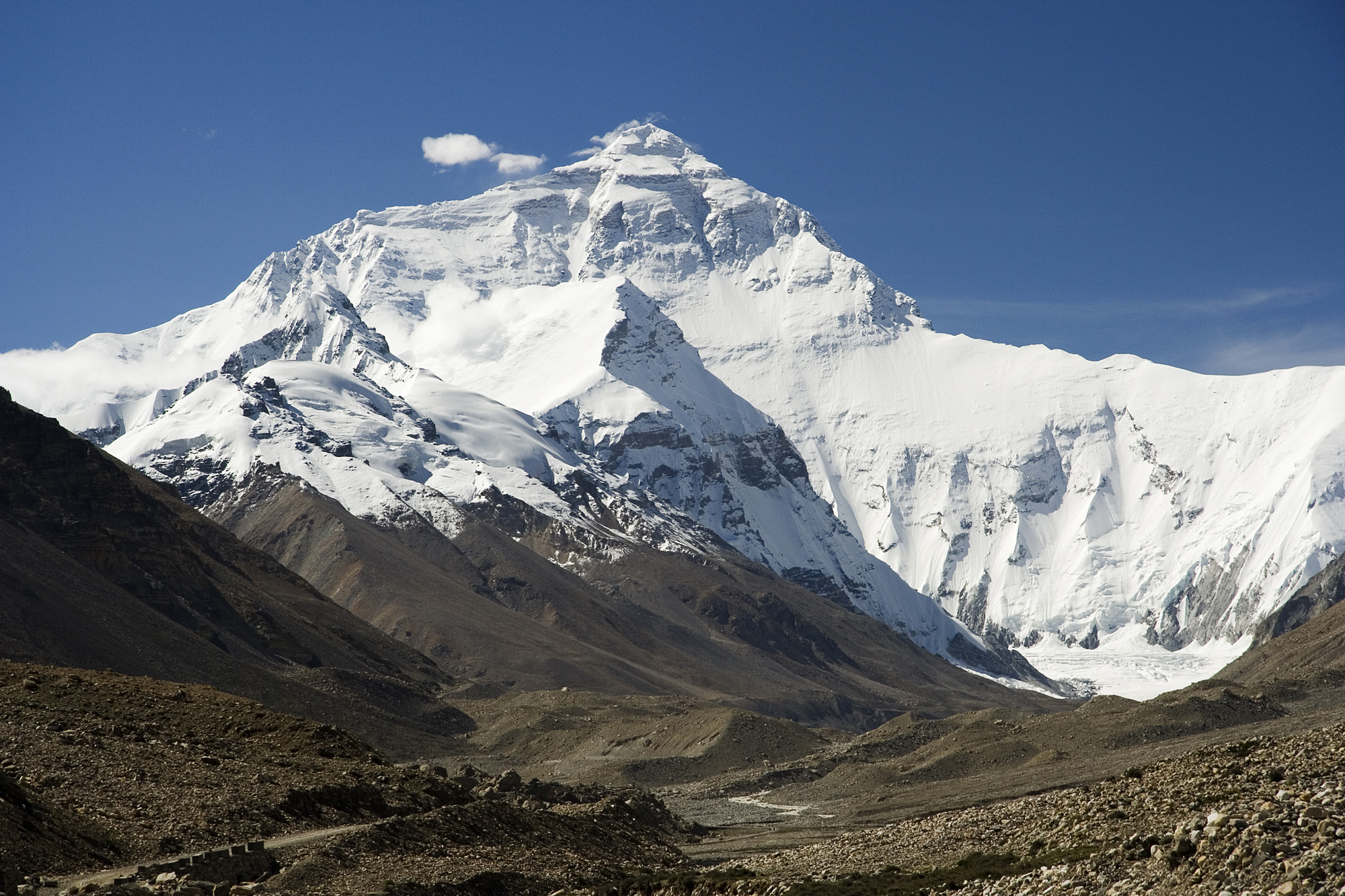
히말라야산맥의 에베레스트산

산(山)은 주위보다 높이 솟아 있는 지형을 말한다. 한국어 고유어로는, 뫼 또는 메라고 부르며, 야산이라고도 부른다. 언덕보다 높고 험준한 곳을 산이라고 부르지만, 높은 정도에 대한 정확한 기준은 명확하지 않다. 관습적으로 일정한 기준을 정해 그보다 높은 곳을 산으로 부른다. 그러나, 《브리태니커 백과사전》은 2000 피트(약 610m)보다 높아야 산으로 정의하고 있다. (미합중국의 일리노이주, 인디애나주, 오하이오주, 미시간주, 플로리다주 등이 '산이 없는 주'가 된 것을 이 기준 때문이다.) 산은 아시아의 54%, 남아메리카의 22%, 유럽의 22%, 북아메리카의 36%, 오스트레일리아 대륙의 17%, 아프리카의 3%를 차지하여, 지구 상 육지의 24%를 산이 차지하고 있다. 60억 인구의 10%인 6억명의 사람들이 산지에 살고 있다. 대부분의 주요 강이 산에서 발원하며, 절반 이상의 사람들이 산에서 흘러내리는 물에 식수를 의존하고 있다. 케냐 등 일부 국가는 수도가 산지에 있다.

## 특징
1. 다른 산들하고 이어져 산맥을 이루고 있다.
2. 산기슭, 산등성이가 많다.
3. 화산하고는 달리 봉우리 부분이 뾰족하게 솟아 있다.

## 높이
산의 높이는 보통 해수면을 기준으로 한다. 히말라야산맥은 평균 5 km, 안데스산맥은 평균 4 km 정도의 높이이며, 다른 기준으로 산의 높이를 정하기도 한다.
- 지구 중심에서 가장 먼 곳 : 에콰도르의 침보라소산. 높이는 6720m로 안데스산맥에서조차 가장 높은 산은 아니지만, 지구가 적도 부근이 더 부풀어 있어 침보라소산이 에베레스트 산보다 2150m 더 높다.
- 바다 위로부터 가장 높이 솟아 있는 산 : 하와이의 마우나케아산으로, 태평양의 해수면으로부터 4,207m(바닷속에 잠겨 있는 부분까지 포함하면 그 높이가 무려 10,205m로, 에베레스트보다 훨씬 더 높다).
- 지구에서 가장 높은 산 : 해발 8850m의 에베레스트산(히말라야 14좌의 일부).
- 지구에서 가장 높은 화산 : 오호스델살라도산(6,891m)
- 태양계에서 가장 높다고 알려진 산 : 화성의 올림푸스산으로 높이가 무려 27km[1].
- 한반도에서 가장 높은 산 : 해발 2750m(대한민국 기준 2744m)의 백두산.
- 대한민국에서 가장 높은 산 : 해발 1956m(대한민국 기준 1950m)의 한라산.
- 일본에서 가장 높은 산 : 후지산(3,776m).

## 구분
- 산맥 : 산봉우리가 길게 이어져 있는 지형
- 산등성이(능선) : 산의 등줄기
- 고개 : 산이나 언덕 사이 낮은 부분으로 보통 넘어 다니는 길이 나있다.
- 산기슭 : 산 비탈이 끝나는 아랫부분
- 산비탈(산복) : 산기슭의 비탈진 곳
- 산자락 : 밋밋하게 비탈져 나간 산의 밑부분

## 산악

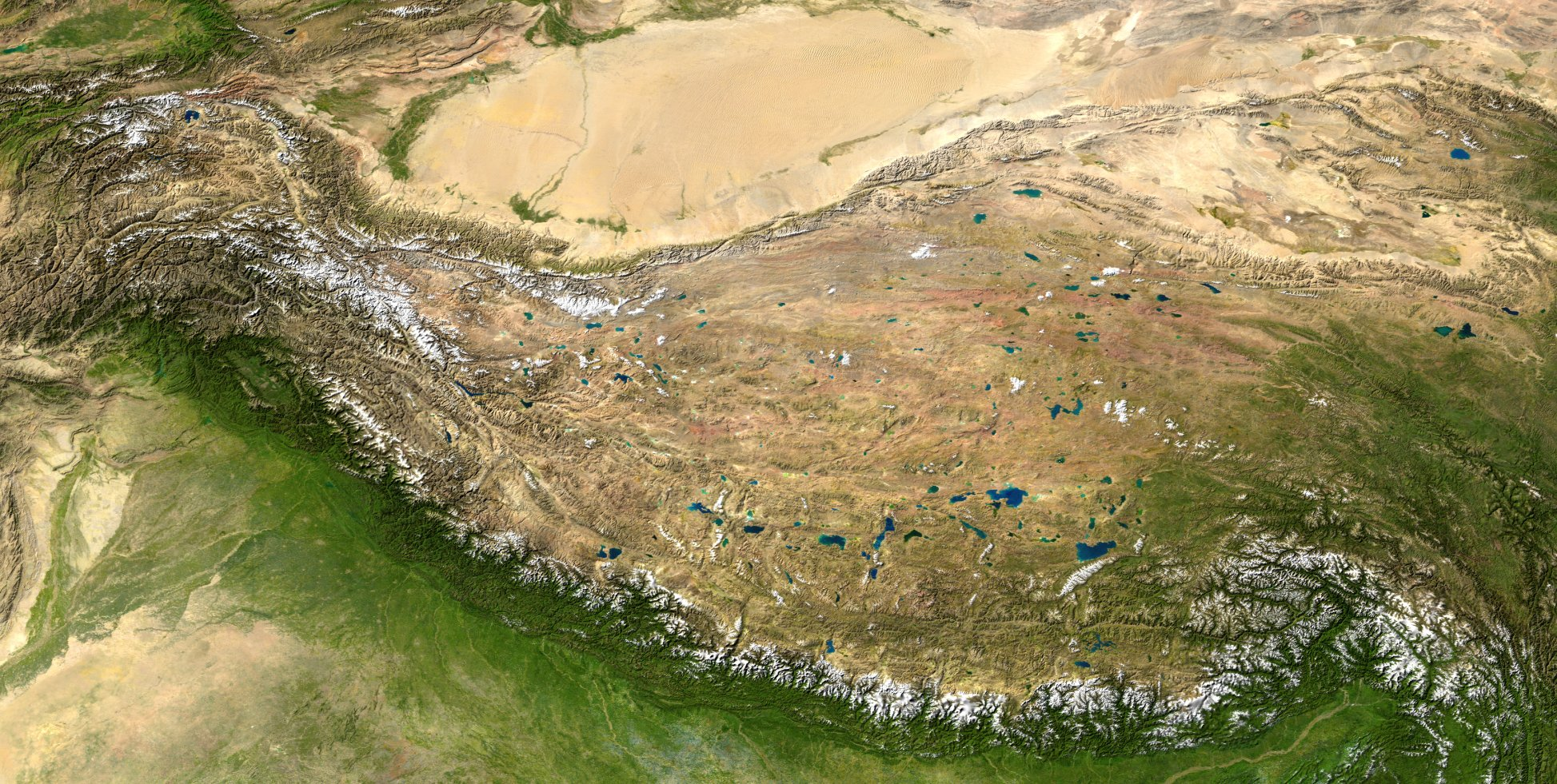
티베트고원

산악(山岳)은 높고 험준한 산이 커다란 지역에 무리를 이룬 것이다.
지구상의 육지 중에서 1,000m를 넘는 고지는 대략 육지의 1/4을 차지한다. 이 고지는 세계 각지에 산재하는 것이 아니라 몇 개의 커다란 지역으로 이루어진다. 그 대표적인 것의 하나는 유라시아 대륙의 동서로 뻗고 있는 히말라야산맥이 티베트고원으로 이어지는 고지이다. 이 고지는 동물의 남북 이동을 방해하는 장벽이 되어, 이 곳을 경계로 동물구계가 구북구와 동양구의 두 구계로 나뉜다. 또 하나는 아메리카 대륙의 태평양 연안을 따라 남북으로 이어지는 로키 산맥에서 안데스 산맥에 이르는 산계인데, 이 곳은 고지에 적응한 동물이 열대를 넘어 남북으로 이동하는 통로가 된다.

### 환경
산에서는 식물 경관이 수직적으로 달라지는데 밑에서부터 차례로 저지대, 아고산대, 고산대로 구분된다. 이와 같이 고도에 따른 식물의 수직 분포는 주로 온도의 영향을 받으며, 저지대로부터 고지대로의 변화가 저위도에서 고위도 지방으로 펼쳐지는 수평 분포와 대체로 일치하고 있다. 또 여기서 말하는 고산대란 삼림 한계선 위의 고지로, 만년설로 덮여 있는 항설대의 하한선까지를 말한다. 산은 올라갈수록 공기가 희박해져 기압이 내려간다. 고산은 저지에 비하면 태양이 보다 가깝고 특히 저위도 지방의 고산에는 광선이 바로 위에서 내리 쬐어 많은 열이 도달되나, 고산에서는 공기가 희박하여 기압이 낮으므로 열이 보존되지 않아 기온은 낮아지게 된다. 일반적으로 표고 100m 상승할 때마다 기온은 평균 0.6 °C씩 내려간다. 특히, 고산은 공기가 희박하고 보수력(保水力)이 약한 데다가 강풍이 불어 저온에서도 수분 증발을 왕성하게 하므로 건조하게 된다.

### 적응
고산에 사는 동물은 공기가 희박하기 때문에 발생하는 호흡 곤란과 저온·건조·강풍 및 식량부족 등의 악조건에 견디지 않으면 안 된다. 한편 표고가 높아질수록 생존 가능한 동물의 종수는 적어진다. 고산의 환경은 온도가 낮은 면에 있어서는 극지의 환경과 비슷하기 때문에 고산의 동물은 극지의 동물과 비슷하게 적응된 것이 많다. 예를 들면 고지에 사는 퓨마는 저지의 것보다 대형인데 이것은 추위에 대한 적응 현상으로서, 극지와 같은 추운 곳에 사는 여우가 남방산의 것보다 몸이 커지는 적응 현상과 같다. 또 고산의 동물은 일반적으로 두꺼운 모피나 깃털에 싸여 있으며, 곤충인 파리조차도 털이 많다. 또한 고산의 건조한 환경에서 살아나가기 위하여 많은 동물은 눈이 쌓여 있는 주변부나 빙하 근처에서 물을 얻으며 생활한다.
사슴·큰뿔양·아이벡스 등은 겨울이 되면 추위를 피하고 먹이를 얻기 위하여 저지로 내려가고, 여름에는 다시 고산으로 돌아온다. 이들은 고산의 바위너설을 오르내리기 때문에 발굽이 단단하게 되어 있다. 야생의 양 중에서 가장 큰 아르갈리양은 중앙 아시아의 고원에 사는데, 겨울에는 골짜기로 모이고 여름에는 5,400m의 고지까지 이동하여 풀을 먹는다. 야생의 산양류인 마코르산양과 히말라야타르도 겨울을 저지에서 지내고 여름에는 고지로 올라간다. 알프스마모트는 겨울잠으로 겨울을 보내며, 생토끼는 겨울에 대비하여 먹이를 저장한다. 작은 설치류는 겨울에 굴을 파고 숨는다. 또 고산의 작은 동물은 생육기가 여름 동안의 짧은 기간이므로, 저지의 동물보다 새끼를 적게 낳는다. 변온 동물은 추위에 견디는 힘이 매우 강하다. 그리하여 톡토기의 어떤 것은 빙하 속에서 3년을 갇혀 있다가 되살아났다고 한다. 또 고산은 산소가 부족하기 때문에 고산의 동물은 허파와 심장이 비교적 크고, 산소를 운반하는 적혈구의 수가 저지의 동물보다 많아서 불편없이 활동할 수가 있다.
고산 지역은 또 강한 바람이 불기 때문에 새나 곤충은 많이 날지 않거나 날개 등이 퇴화되어 있다. 따라서 고산에 사는 새는 일반적으로 몸이 작고 가끔씩밖에 날지 않으며, 삼림 한계선 이상의 고지에 사는 곤충의 60%는 날개가 퇴화되어 있고, 날개가 있는 것도 좀처럼 날지 않는다. 이러한 적응 현상은 강풍에 횝싸이는 해양섬의 동물에서도 공통적으로 볼 수 있다 또 고산의 강한 태양열에 적응하여 몸빛깔이 검게 변화한 예가 많은데, 이것은 검은 피부 표면으로 유해한 자외선을 흡수하여 내부의 조직을 보호하기 위한 것이다.

### 포유류
흰바위산양은 조밀한 외피 밑에 두꺼운 지방층을 지니고 있어서 추위에 잘 견딘다. 몸은 체온 유지에 가장 유리한 둥근 모양이며, 다리는 짧고 튼튼하며 발굽은 작아 포식자가 쫓아오지도 못할 벼랑을 잘 올라다닌다. 아이벡스는 8종류의 야생 산양의 총칭으로, 이들은 빙하 후퇴기에 알프스,피레네 등의 8군데의 고지와 사막에서 생존하여 격리된 결과, 현존하고 있는 동물들이다. 에스파냐의 아이벡스는 1905년 무렵 거의 절멸 상태에 있었으나, 그 후 보호 조치로 인하여 살아남을 수 있었다.
유럽과 서아시아의 산꼭대기에는 샤모아가, 중국 서부 및 히말라야의 만병초와 대나무의 밀림에는 타킨이 살고 있다. 고산 동물인 야크는 티베트에서 가축화되었으나, 중국 북서부에는 아직도 야생의 무리가 조금 남아 있다. 이들은 먹이가 없으면 이끼와 지의류를 먹고 눈에서 수분을 취하므로 -40 °C에서도 살아갈 수 있다. 남아메리카의 고지에는 낙타과의 비쿠나와 구아나고가 살고 있다. 비쿠나는 안데스 산맥의 4,200∼5,400m 고지에 사는데 1마리의 수컷이 15마리까지의 암컷을 거느리고 생활하며, 무리는 세력권을 형성한다. 구아나고는 100마리 정도의 무리로 생활하며, 8∼9월에 교미하여 다음해 6∼7월경에 1마리의 새끼를 낳는다. 태어난 새끼는 곧 뛰어다닌다.
설치류는 굴을 파고 먹이를 저장하는 습성이 있으므로 겨울이 된 고산에서도 견딜 수 있다. 고지에 사는 북방밭쥐류는 저지의 것에 비하여 털이 길고 생식 기간이 짧다. 몇 종류의 마모트는 유라시아와 북아메리카의 고지에서 볼 수 있는데 모두 지하 3m나 되는 긴 굴을 파고 거기에 풀을 깔아 방을 만든다. 먹이는 저장하지 않으나, 여름에 충분히 먹이를 먹어 몸에 지방질을 저장하고, 굴 속에서 겨울잠을 잔다. 생토끼는 북아메리카, 아시아 산지의 바위 경사면에 사는데, 여름에 식물을 모아 햇볕에 말려 바위 밑에 저장하였다가 겨울에 이것을 먹고 산다. 안데스의 습하고 차가운 숲에는 두껍고 보드라운 모피에 싸인 마운팅파카가 살고 있다.

### 조류
고산에는 강한 바람에 견딜 수 있는 몸집이 큰 강한 맹금과 또 민첩하게 지면에 찰싹 붙어 바람으로부터 몸을 가릴 수 있는 것들을 교묘하게 이용하는 작은 새가 살고 있다. 아프리카와 유라시아의 산지에는 다른 대머리수리와는 달리 머리와 목에도 털이 나 있는 수염수리가 살고 있는데 9,000m나 되는 상공을 날아다닌다. 이들은 시체를 먹는 청소부로서 100m 가량의 높이에서 바위 위에 뼈를 떨어뜨려 부순 다음 노출된 골수를 먹기도 한다.
남아메리카의 안데스콘도르는 키가 90cm이고 날개를 펼치면 그 폭이 3m나 되는 큰 새로서, 안데스 산맥에서는 4,800∼5,000m의 상공을 날아다닌다. 노랑부리까마귀는 유라시아와 북아프리카의 고지에 사는데, 처음 발견된 곳은 에베레스트로 어느 등산가가 8,000m 고지에 친 캠프에 날아온 것을 보았다. 이것은 20∼30마리로 무리를 지어 곤충류를 잡아먹으며, 사람을 잘 따른다.
벽발바리는 유럽과 일부 아시아의 특산종으로서, 5,400m고지의 바위틈에 둥지를 만드는데, 새끼는 그 곳에서 바위에 오르거나 날거나 하면서 독립할 수 있을 때까지 지낸다. 한편, 유라시아에 많이 분포하고 있는 바위종다리는 여름에는 고지에서 곤충을 먹고, 겨울에는 저지로 이동하여 종자나 액과를 찾는다. 이들은 무리를 이루지 않고 각 개체는 지상을 톡톡 튀거나 기듯이 하여 이동하며 좀처럼 날지 않는다.

## 같이 보기
- 산맥
- 탐험
- 세계의 산
- 한국의 산
- 중국의 산
- 8000미터 봉우리
- 오름
- 고산병